# Case cu arhitectură populară (Stoianovca)
Case cu arhitectură populară este un complex de clădiri amplasat în Stoianovca, raionul Cantemir, Republica Moldova. Este un monument arhitectural de importanță națională inclus în Registrul monumentelor Republicii Moldova ocrotite de stat cu nr. 76 (raionul Cantemir). Datează din sec. XIX-XX.